# Eibelstadt
Eibelstadt ist eine Stadt im unterfränkischen Landkreis Würzburg und der Sitz der Verwaltungsgemeinschaft Eibelstadt. Sie ist die flächenmäßig kleinste Stadt Bayerns.

## Geographie
Der Weinort am Main befindet sich in unmittelbarer Nähe zur Universitätsstadt Würzburg. Eibelstadt liegt im Regierungsbezirk Unterfranken der Region Mainfranken und im Landkreis Würzburg. Durch Eibelstadt führt der Fränkische Marienweg.

### Gemeindegliederung
Eibelstadt hat zwei Gemeindeteile (in Klammern ist der Siedlungstyp angegeben):
- Eibelstadt (Hauptort)
- Mainmühle (Einöde)

### Nachbargemeinden
Sommerhausen, Ochsenfurt, Randersacker, Winterhausen

## Geschichte

### Bis zur Gemeindegründung
Die Gründung geht zurück auf das Jahr 787. Während der Zeit der Stammesherzogtümer lag der Ort im Herzogtum Franken. Im Jahre 1434 wurde durch Kaiser Sigismund dem Ort Eibelstadt (im 14. Jahrhundert auch als „Ifelstat“ belegt) das Stadtrecht verliehen, nachdem Eibelstädter Bürger ihn erfolgreich im Krieg gegen die Hussiten unterstützt hatten. Die ehemalige Kellerei des Domkapitels Würzburg des Hochstifts Würzburg wurde, nach der Säkularisation 1803 zugunsten Bayerns, 1805 Erzherzog Ferdinand von Toskana zur Bildung des Großherzogtums überlassen und fiel mit diesem 1814 endgültig an Bayern. Im Zuge der Verwaltungsreformen in Bayern entstand mit dem Gemeindeedikt von 1818 die heutige Gemeinde.

### Verwaltungsgemeinschaft
Seit 1978 ist Eibelstadt Mitglied der Verwaltungsgemeinschaft Eibelstadt.

### Einwohnerentwicklung
| Jahr | Einwohner |
| ---- | --------- |
| 1970 | 2023      |
| 1987 | 2279      |
| 1991 | 2584      |
| 1995 | 2709      |
| 2000 | 2838      |
| 2005 | 2886      |
| 2010 | 2813      |
| 2015 | 3022      |

Im Zeitraum 1988 bis 2018 stieg die Einwohnerzahl von 2403 auf 3046 um 643 Einwohner bzw. um 26,8 %.  
Quelle: BayLfStat

## Politik

### Bürgermeister
- Heinz Koch, SPD (1990–2014)
- Markus Schenk, CSU (seit 2014), wiedergewählt am 15. März 2020 mit 71,1 % der Stimmen.

### Stadtrat
Die 16 Sitze des Stadtrates verteilen sich wie folgt:
- CSU: 7 Sitze
- SPD: 4 Sitze
- Grüne: 4 Sitze
- FDP: 1 Sitz

(Stand: Kommunalwahl 2020)
- SPD: 4
- Grüne: 4
- FDP: 1
- CSU: 7

### Wappen
| Wappen von Eibelstadt | Blasonierung: „In Gold ein halber, golden gekrönter und rot bewehrter schwarzer Löwe, der eine rund gebogene, nach links offene grüne Weinrebe mit Blättern und einer blauen Traube in den Pranken hält.“ |
| Wappen von Eibelstadt | Wappenbegründung: Das ehemalige Reichslehen Eibelstadt gehörte seit 1096 zum Hochstift Würzburg. Die Herrschaft über Eibelstadt war bis zum Ende des alten Reichs 1803 zwischen der Würzburger Dompropstei und dem Würzburger Domkapitel geteilt. Kaiser Sigismund verlieh dem Ort 1434 die Stadtrechte und ein Stadtwappen. Die Weinrebe im Wappen steht für den Weinbau, der bis heute den Haupterwerbszweig der Einwohner bildet. Das Stadtwappen ist das älteste in Bayern mit der Darstellung eines Weinmotivs. Der Löwe geht auf den böhmischen Löwen zurück, weil Kaiser Sigismund aus Böhmen stammt. Das Wappenbild hat sich seit der Verleihung kaum verändert. Ab 1820 wurde der Löwe für einige Zeit als Greif fehl gedeutet. Die Farben waren lange Zeit unsicher. Noch in den 1920er Jahren wurde in Silber ein rot gekrönter und rot bewehrter halber schwarzer Löwe innerhalb einer rund gebogenen, nach rechts geöffneten, grünen Weinrebe mit zwei goldenen Trauben, dargestellt (Hupp). Das jetzt gültige Wappen wurde 1987 festgelegt. Wappenführung seit 3. Juli 1434 und in der jetzigen Darstellung seit 7. August 1987. |

## Kultur und Sehenswürdigkeiten

### Sehenswürdigkeiten

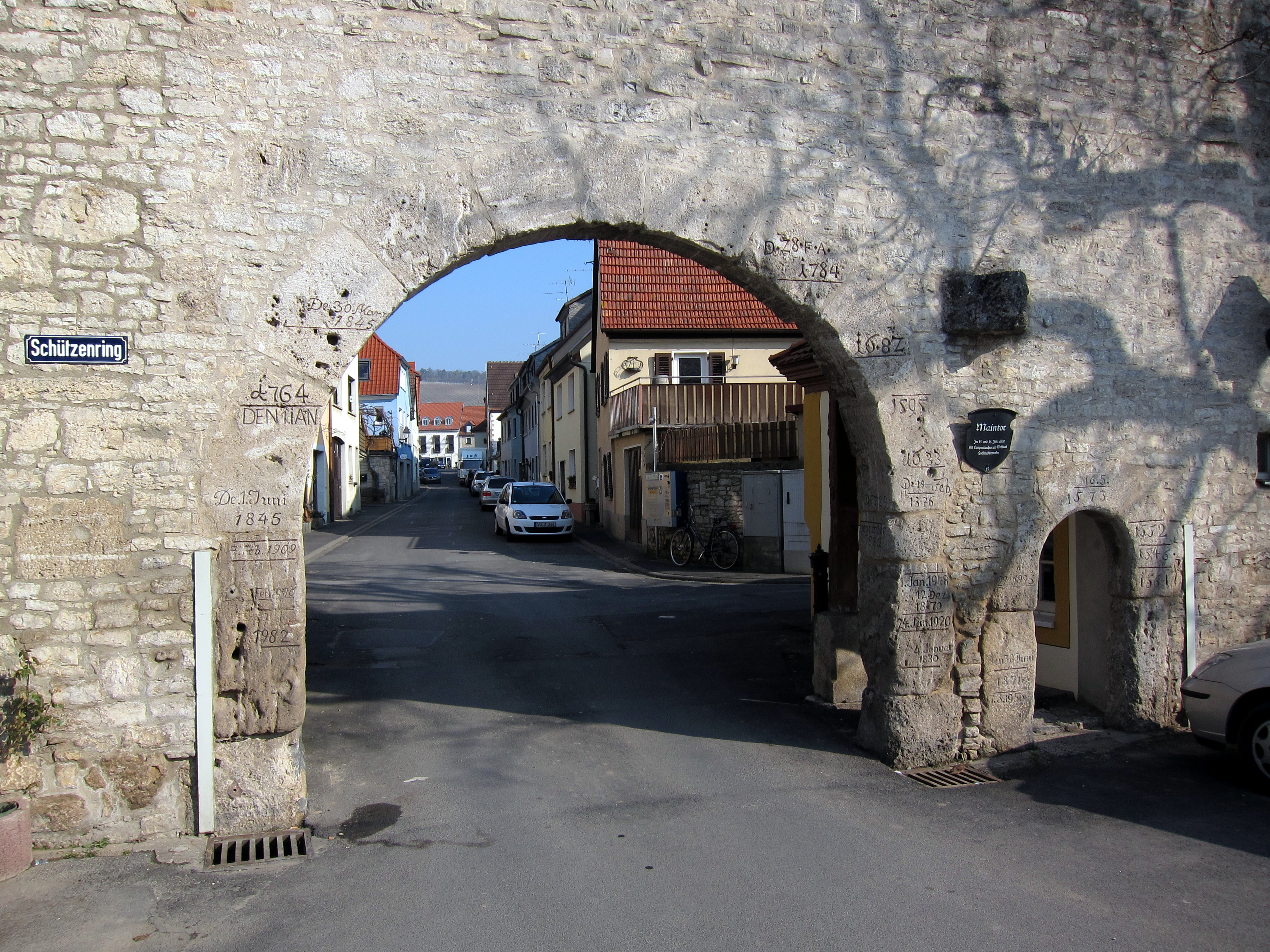
Maintor mit Hochwassermarkierungen

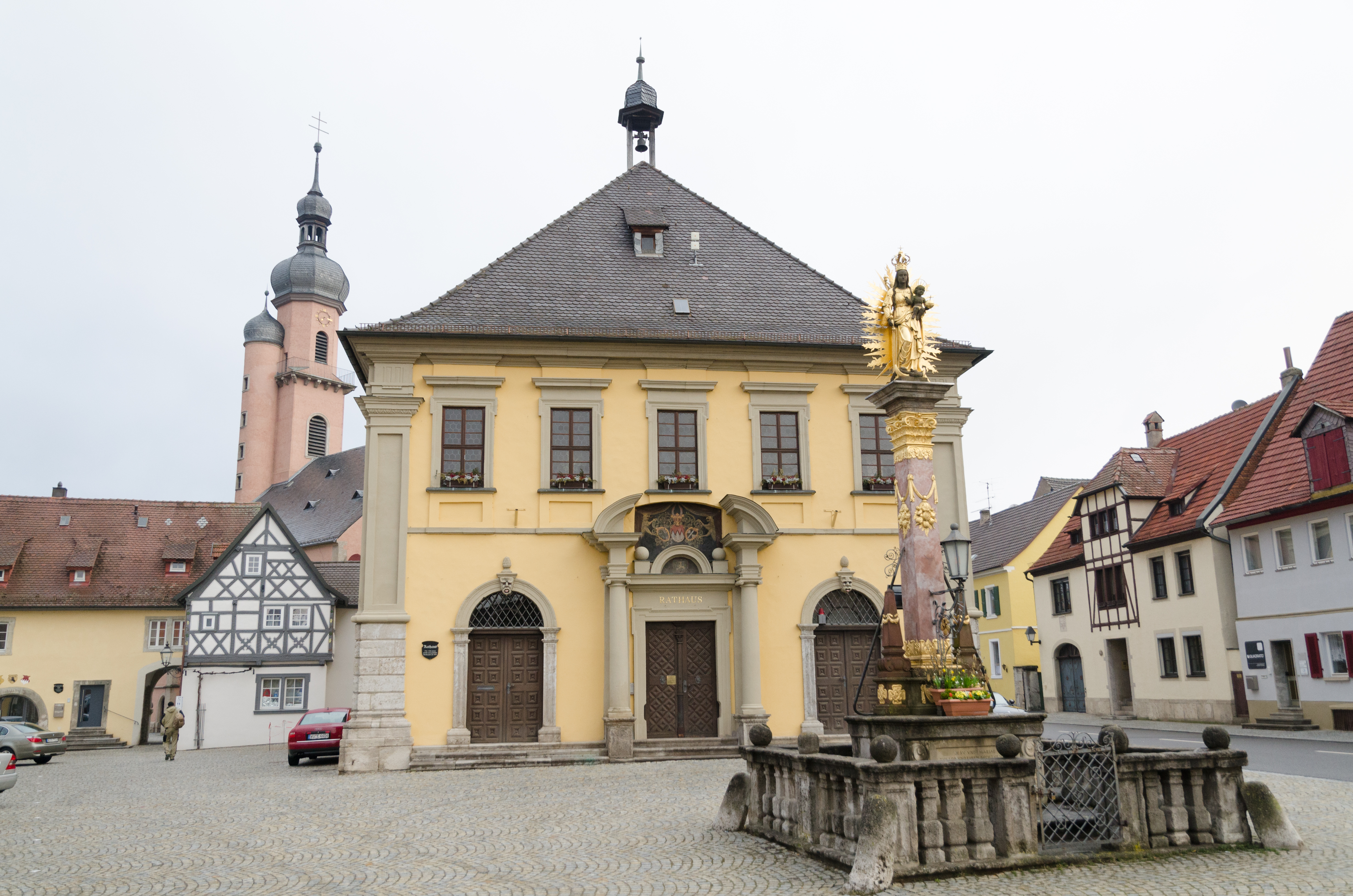
Rathaus

- Vollständig erhaltene Stadtmauer mit 14 Türmen, unter anderem mit dem Maintor und dem Kereturm aus dem Jahr 1573.
- Marktplatz mit Mariensäule (Madonna im goldenen Strahlenkranz)
- Heumarkt
- Rathaus, ehemals auch Amtshaus des Würzburger Domkapitels. Stattlicher barocker Walmdachbau, 1706 bis 1708 nach Plänen von Joseph Greissing errichtet.[7] Den Ratssaal ziert eine Stuckdecke aus der Erbauerzeit. Das Wein- und Steuerglöcklein aus dem 14. Jahrhundert im Dachtürmchen erinnert noch heute an die alte Form der Steuereinhebung. Die Mariensäule vor dem Eibelstädter Rathaus wurde im 17. Jahrhundert von dem auch in Würzburg tätigen Gregor Diemeneck mit einer Marienstatue nach einem alten Standbildschema[8] ausgeführt.
- Pfarrkirche St. Nikolaus. Das Gotteshaus birgt zahlreiche Kostbarkeiten: so eine Kreuzigungsgruppe aus der Werkstatt Tilman Riemenschneiders um 1505 und verschiedene spätgotische Figuren.
- Den Ort zieren ferner wuchtige und verspielte Repräsentationsbauten vergangener Jahrhunderte, wie der ehemalige Präzenshof des Würzburger Domstifts, verschiedene Adelshäuser, ehemalige Höfe von Stiften und Klöstern und Reste eines Königshofes aus der Stauferzeit.
- Lügensteinweg mit Erklärungen zu den Würzburger Lügensteinen

### Museen
- Heimatmuseum[9]
- Stadtarchiv

### Musik
Der größte Teil der Mitglieder des Vocal-Ensembles heart&soul hat seine Wurzeln in Eibelstadt. Seit 1995 treten die 13 Sänger mit einem Programm von Gospeln bis zu den Beatles im Raum Nordbayern auf.
Zwei Männerchöre (Allgemeiner Turn- und Gesangverein Eibelstadt, sowie Liederkranz) sowie ein Frauenchor (ATGV); Feuerwehr- und Stadtkapelle und seit einigen Jahren auch die fetzige Eibelstädter Guggemusik.

### Regelmäßige Veranstaltungen
Im Juni sowie im Juli finden auf dem historischen Marktplatz in Eibelstadt die beiden großen Weinfeste statt. Den Anfang macht im Juni als Veranstalter der 1. FC Eibelstadt. Im Juli folgt dann die Freiwillige Feuerwehr Eibelstadt.
Am 30. April findet die Maibaumaufstellung traditionell am Abend auf dem Marktplatz statt.

## Infrastruktur

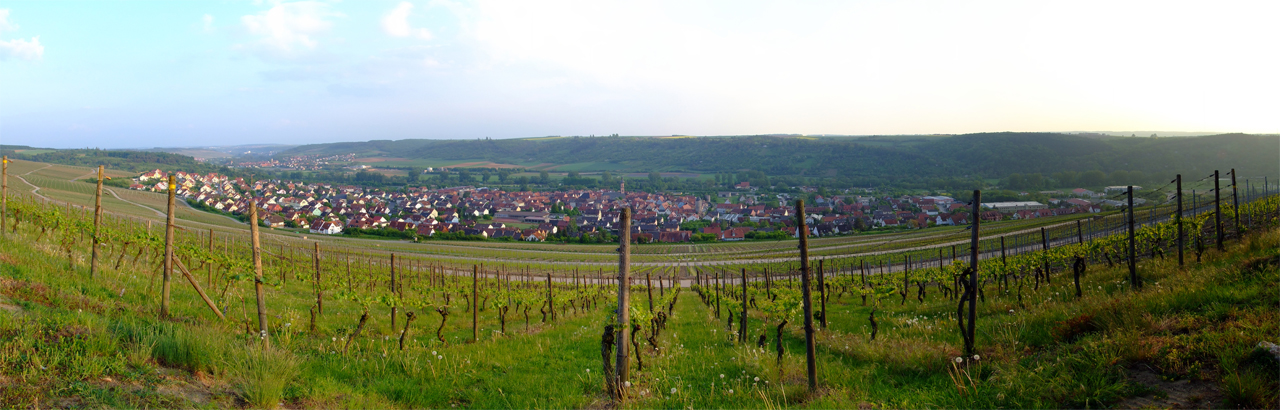
Eibelstadt vom Weinberg aus gesehen (Frühling)

### Verkehr
Die Stadt liegt an der Bundesstraße 13, etwa zwei Kilometer entfernt von der Anschlussstelle Würzburg-Randersacker der Bundesautobahn 3. Der nächste Bahnhof ist Winterhausen an der Bahnstrecke Treuchtlingen–Würzburg, ca. vier Kilometer von Eibelstadt entfernt.

### Bildung
Es gibt einen Kindergarten, eine Kinderkrippe und eine Grundschule. Mitglieder im Grundschulverband Eibelstadt sind alle Mitgliedsgemeinden der Verwaltungsgemeinschaft Eibelstadt.

### Medien
Mit „Eibelstadt Aktuell“ liegt ein eigenes örtliches Videoportal vor.

### Öffentliche Einrichtungen
- Stadtbücherei mit einem Bestand von 12.200 Medien (Pappenheimstraße 3)[11]
- Seniorenzentrum des Landkreises mit 60 Pflegeplätzen

### Vereine
Es gibt mehr als 30 Vereine.

### Flowtrails
Es gibt einen legalen Mountainbike-Flowtrail (Flowtrail Eibelstadt).

## Söhne und Töchter der Stadt
- Alberich Ebenhöch (1666–1727), Abt des Benediktinerklosters Sankt Stephan in Würzburg
- Max Amling (1934–2017), Politiker (SPD)